# Zeit-Temperatur-Umwandlungsschaubild
Im Zeit-Temperatur-Umwandlungsschaubild (ZTU-Diagramm, im englischen TTT, "Time Temperature Transformation") wird die Gefügeentwicklung bei unterschiedlichen Zeit-Temperaturverläufen für einen einzigen Werkstoff bzw. eine Legierung dargestellt. Eine der häufigsten Anwendungen erfolgt beim Härten von Stahl. Erstellt werden ZTU-Schaubilder oft mittels eines Abschreckdilatometers. Daneben werden aber auch andere Methoden wie Dynamische Differenzkalorimetrie oder elektrische Widerstandsmessung angewendet. Prinzipiell unterscheidet man das isotherme und das kontinuierliche ZTU-Diagramm. Zum ZTU-Diagramm gehören meist zusätzliche Angaben wie Werkstoffbezeichnung (inkl. chemischer Zusammensetzung), Ausgangsgefüge, vorangegangene Zeit-Temperaturpfade (bspw. Austenitisierungsbedingung), Gefügeanteile oder Härte.

## Bestimmung von ZTU-Diagrammen
Über die Änderung einer physikalischen, messbaren Größe wie der Länge einer Probe während der Temperaturführung wird der Beginn und gegebenenfalls das Ende einer Umwandlung bestimmt. Oft lassen sich auch mehrere Umwandlungen eindeutig identifizieren. Da die meisten physikalischen Größen selber temperaturabhängig sind, bei der Länge über den thermischen Ausdehnungskoeffizienten, ist dies zu berücksichtigen. Das jeweils entstandene Umwandlungsgefüge wird metallografisch bestimmt.
Für mehrere Temperaturführungen werden der Umwandlungsbeginn und -ende sowie das jeweilige Gefüge in ein Zeit-Temperatur-Diagramm eingetragen. Die Zeit ist dabei meist logarithmisch aufgetragen. Oft werden die verwendeten Zeit-Temperaturpfade zur Information mit eingezeichnet.

## Das isotherme ZTU-Diagramm

Prinzipdarstellung eines isothermen Zeit-Temperatur-Umwandlungsschaubildes. Dargestellt ist eine Erwärmungstransformation vom Zustand B nach A. Die rote Linie kennzeichnet den zeitlichen Temperaturverlauf der Erwärmung. Die Prozentangaben kennzeichnen den Anteil der zeitabhängigen Transformation; innerhalb der Transformation sind beide Zustände als Gemisch vorhanden.

Nach der Austenitisierung (Wärmebehandlung beim Härten von Stahl) wird das Werkstück sehr schnell auf die gewünschte Temperatur gebracht und solange gehalten, bis alle Umwandlungen abgeschlossen sind, was über die Längenänderung (Dilatometer) ermittelt werden kann.

## Das kontinuierliche ZTU-Diagramm
Nach der Austenitisierung wird das Werkstück mit verschiedenen Abkühlgeschwindigkeiten bis auf Raumtemperatur abgekühlt. Dabei werden die für verschiedene Abkühlarten (z. B. in Luft, Wasser oder Öl) verschiedenen Umwandlungspunkte festgehalten, die dann eine von der Abkühlart abhängende Abkühlkurve bilden. Zusätzlich wird am Ende der Abkühlkurve meist noch die erreichbare Härte notiert. Ein kontinuierliches ZTU-Schaubild ist nur entlang der Abkühlkurven zu lesen, auch wenn Beginn und ggf. Ende der Umwandlungen, ähnlich dem isothermen ZTU-Diagramm, mit die Abkühlkurven kreuzenden Linien gekennzeichnet werden.
Die beiden Arten der Diagramme müssen streng getrennt betrachtet werden.

## Weitere bzw. verwandte Arten von Diagrammen
Weiter gibt es noch das Schweiß-ZTU-Diagramm zur Beschreibung des Werkstoffverhaltens beim Schweißen und das ZTA-Diagramm (wobei das A für Austenitisierung steht), welches die Gefügeumwandlungen beim Aufheizen von Stahl definierter chemischer Zusammensetzung und vorhandenem Ausgangsgefüge inkl. Kornwachstum beschreibt. Zeit-Temperatur-Austenitisierungs-Schaubilder wurden von den wichtigsten Stählen erstellt, um erreichbare Austenitisierungszustände bei möglichst geringem Kornwachstum darzustellen. Beim Umform-Zeit-Temperatur-Umwandlungsschaubild (UZTU) wird die Probe vor der Abschrecken druckverformt und hat den Zweck, das Umwandlungsverhalten nach einer Warmumformung zu charakterisieren. Die UZTU-Diagramme hängen vom Umformgrad der Probe ab.  
Die Temperaturen, bei denen es zu einer Umwandlung kommt, werden mit Hilfe einer dilatometrischen Untersuchung ermittelt. Die bei dieser Temperatur im Gefüge jeweils vorhandenen Phasen und ihre Volumenanteile werden durch metallografische Beobachtungen, z. B. mit einem Lichtmikroskop, ermittelt.